# George Jonas
George Jonas (Budapest, 15 giugno 1935 – Toronto, 10 gennaio 2016) è stato uno scrittore e giornalista ungherese naturalizzato canadese.
È autore di 14 libri, il cui più celebre è Vendetta (1984), che narra la storia di un'operazione clandestina israeliana per assassinare i terroristi responsabili del massacro di Monaco (1972). Dal libro sono stati tratti il film per la televisione Sword of Gideon, e l'opera cinematografica di Steven Spielberg Munich (2005).

## Biografia
Jonas nacque dal dottor Georg M. Hübsch e da Magda Klug. Durante l'Olocausto ungherese del 1944-1945, Jonas passò alla clandestinità con la sua famiglia. Emigrò in Canada nel 1956.
Fu sposato dal 1974 al 1979 con Barbara Amiel, ed in seguito mantenne con la ex-moglie rapporti amichevoli. Con lei scrisse By Persons Unknown: The Strange Death of Christine Demeter, che valse loro nel 1978 un Edgar Award, come miglior libro nella categoria dei gialli ispirati a fatti di cronaca. Benché di origini ebraiche, i nonni di Jonas si erano convertiti al Cristianesimo. Nelle sue memorie, lo scrittore riferisce di aver messo piede in una sinagoga per la prima volta quando Amiel insisté perché il matrimonio fosse celebrato con rito ebraico.

## Vita professionale
Jonas lavorò come produttore radiofonico a Budapest prima di fuggire in seguito alla rivoluzione ungherese del 1956. Dal 1962 al 1985 fu sceneggiatore e produttore alla Canadian Broadcasting Corporation. Ottenne la maggiore celebrità nella sua patria d'adozione grazie alla serie radiofonica e televisiva The Scales of Justice, realizzata in collaborazione con l'avvocato Ed Greenspan e lo scrittore Guy Gavriel Kay.
Fu pure redattore al Toronto Sun dal 1981 al 2001, passando poi al National Post, con cui ha collaborato regolarmente fino alla morte.

## Opere
- Vendetta. La vera storia della caccia ai terroristi delle Olimpiadi di Monaco 1972, ISBN 8817010022

in inglese
- Reflections on Islam, Key Porter Books, 2007.
- Beethoven's Mask: Notes On My Life and Times, Key Porter Books, 2005.
- The East Wind Blows West, 1993.
- Politically Incorrect, 1991.
- A Passion Observed: A True Story of a Motorcycle Racer, 1989.
- Crocodiles in the Bathtub, 1987.
- Greenspan: The Case for the Defense, 1987.
- The Scales of Justice: Volume II, 1986.
- Prefazione a "In the Name of the Working Class" di Sandor Kopasci, Grove Press, 1986.
- Vengeance: The True Story of an Israeli Counter-Terrorist Team, 1984.
- The Scales of Justice: Seven Famous Criminal Cases Recreated, 1983.
- Final Decree, 1981.
- By Persons Unknown: The Strange Death of Christine Demeter assieme a Barbara Amiel, 1977.
- Cities, 1973.
- The Happy Hungry Man, 1970.
- The Absolute Smile, 1967.